# Cercospora deutziae
Cercospora deutziae är en svampart som beskrevs av Ellis & Everh. 1888. Cercospora deutziae ingår i släktet Cercospora och familjen Mycosphaerellaceae.   Inga underarter finns listade i Catalogue of Life.